# Alive! (Kiss)
Alive! is het eerste livealbum van de Amerikaanse rockband Kiss.

## Geschiedenis
Platenlabel Casablanca Records bracht het album uit op 10 september 1975. Het is het eerste in hun reeks 'Alive'-livealbums. Het behaalde op 4 december 1975 goud en ruim een maand later platina. Het is het eerste album van Kiss dat platina bereikte. De hoogste notering was nummer 3 in Canada. In 2003 stond het album op nummer 159 van The 500 Greatest Albums of All Time. De Japanse versie heet Crazy Beast from Hell. Van het album zijn ruim 8 miljoen exemplaren verkocht.

### Opnamen
Het album is live én in de studio opgenomen. Alle foutjes en door het publiek onverstaanbare delen zijn overgedaan in de studio. Het totaal is uit vijf concerten opgenomen: in Cleveland, Detroit, twee keer in Davenport en één keer in Wildwood. Na Alive! werd het publiek van Kiss aanzienlijk groter en werden de vorige albums ook beter verkocht. Paul Stanley zei over een concert in Ohio: "Het zat helemaal vol. Ik bedoel, je kon er echt helemaal niemand meer bij proppen". De liveversie van "Rock and Roll All Nite" werd als single uitgegeven en zowel de single als het album behaalden goede verkoopcijfers.

## Nummers
1. Deuce (Kiss)
2. Strutter (Kiss)
3. Got to Choose (Hotter Than Hell)
4. Hotter Than Hell (Hotter Than Hell)
5. Firehouse (Kiss)
6. Nothin’ to Lose (Kiss)
7. C’mon and Love Me (Dressed to Kill)
8. Parasite (Hotter Than Hell)
9. She (Dressed to Kill)
10. Watchin’ You (Hotter Than Hell)
11. 100,000 Years (Kiss)
12. Black Diamond (Kiss)
13. Rock Bottom (Dressed to Kill)
14. Cold Gin (Kiss)
15. Rock and Roll All Nite (Dressed to Kill)
16. Let Me Go, Rock ‘n’ Roll (Hotter Than Hell)